# Luis Maldonado
Luis Eduardo Maldonado Presa (Montevideo, 26 marzo 1985) è un calciatore uruguaiano, difensore del Progreso.

## Caratteristiche tecniche
È un difensore centrale.

## Palmarès

### Club

#### Competizioni nazionali
- Supercopa Uruguaya: 1

Peñarol: 2018